# Frederick Bailes
Frederick William Bailes (* 1889 in Neuseeland; † 1970 in den USA) war ein neuseeländisch-amerikanischer Autor, Theologe und Alternativmediziner, der im Rahmen der Neugeist-Bewegung wirkte.

## Leben und Wirken
Frederick Bailes bereitete sich 1915 in einem Krankenhaus in London auf einen pastoralmedizinischen Einsatz in Bolivien vor, als er an schwerem Diabetes erkrankte. Da erst fünf Jahre später das Insulin entdeckt wurde, gaben die Ärzte ihm noch eine Lebenserwartung von zwei Jahren. Bailes war damals in London an Experimenten mit Placebos beteiligt. Deren ihn überraschende Wirksamkeit und die Beobachtung, wie Patienten unter Hypnose von Beschwerden frei wurden, veranlassten ihn, in Gedanken zu seiner Bauchspeicheldrüse zu sprechen und sie um korrekte Arbeit zu bitten. Er sah darin den Grund seiner rasch auftretenden Heilung.
In der Folge beschäftigte sich Bailes mit dem Einfluss mentaler Prozesse auf den Körper. Er stieß dabei auf das Werk von Thomas Troward, das großen Einfluss auf ihn gewann. Bailes war eng mit Ernest Holmes und dessen überkonfessioneller Freikirche Science of Mind verbunden.
Frederick Bailes gründete in Santa Barbara in Kalifornien ein Science of Mind Institut, das er bis zum Beginn seines Ruhestands 1957 leitete. Er schrieb zahlreiche Bücher, die sich mit der Frage beschäftigen, wie sich durch bewusstes Denken das Leben gestalten, Probleme lösen und Heilung herbeiführen lässt. Bailes lebte in Lake Hughes, Los Angeles County.

## Werke
- Ich lebe glücklich. In 7 Tagen ein neuer Mensch. Übertragen und überarbeitet von Volker H. M. Zotz. München 1986 (ISBN 3-8138-0064-4)
- Lebe schöpferisch. Übertragen und überarbeitet von Volker H. M. Zotz. München: Verlag Peter Erd (2. Auflage) 1991 (ISBN 3-8138-0152-7)
- Healing the Incurable. And Other Classics in Mental Science. Devorss & Company, 1986 (ISBN 9780875165813)
- Collected essays of Frederick Bailes. Marina del Rey, Ca. 1986 (ISBN 0875165818)
- Hidden power for human problems. Englewood Cliffs, N.J. 1957
- The healing power of balanced emotions. Los Angeles, Ca. 1952
- Your mind can heal you. New York 1941